# Kazimierz Pietkiewicz (etnograf)

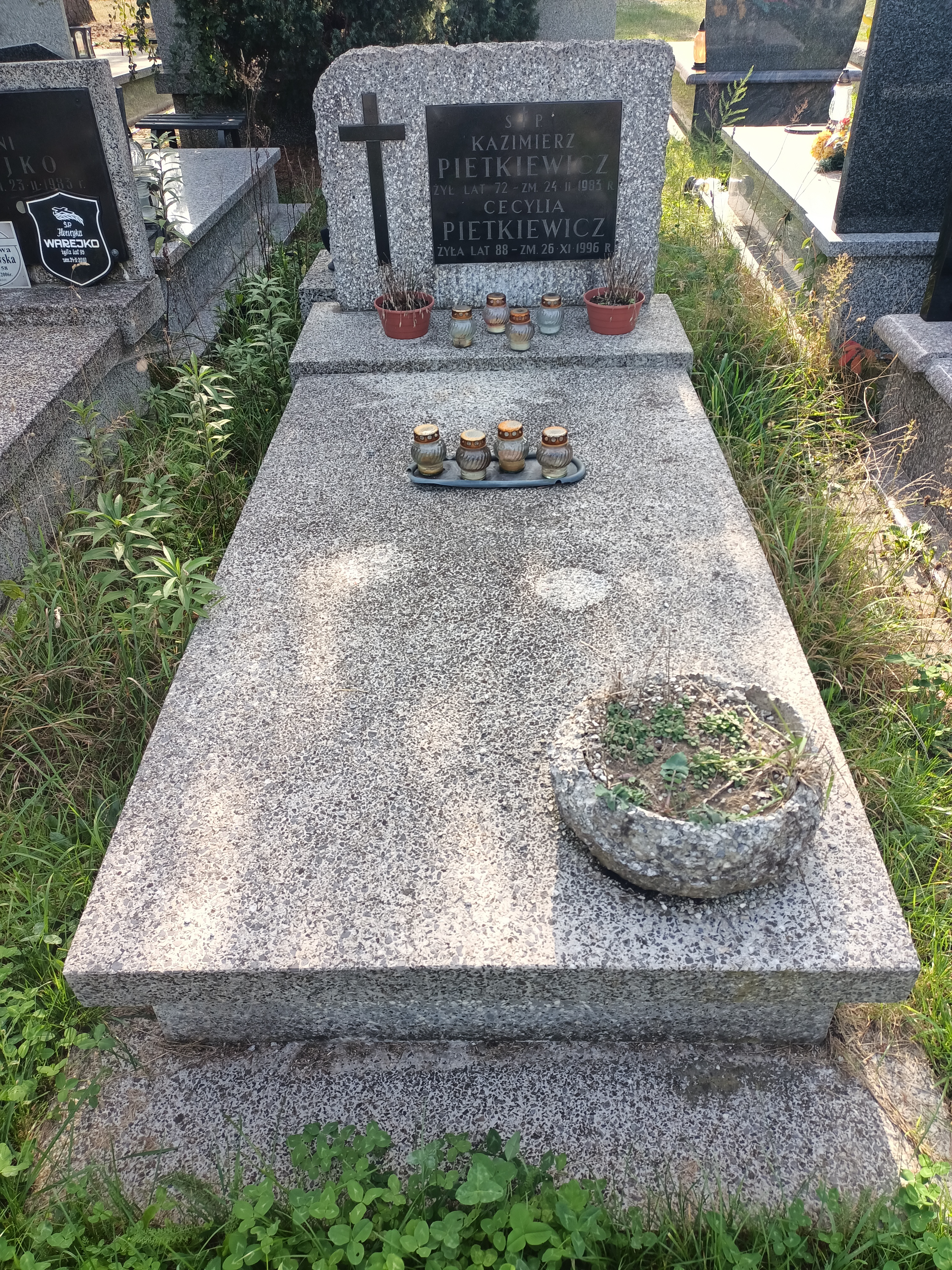
Grób Kazimierza Pietkiewicza na cmentarzu Komunalnym Północnym w Warszawie

Kazimierz Pietkiewicz (ur. 1910 w Aleksandrówce pod Petersburgiem, zm. 24 lutego 1983 w Warszawie) – polski etnograf, dyrektor Państwowego Muzeum Etnograficznego w Warszawie.

## Życiorys
Pochodził z polskiej rodziny, zamieszkałej na Łotwie, która repatriowała się w 1921 z Rosji. W 1931 zdał maturę w polskim gimnazjum, po czym odbył obowiązkową służbę wojskową na Łotwie. Od 1934 studiował etnografię na Uniwersytecie Warszawskim pod kierunkiem prof. Cezarii Baudouin de Courtenay-Jędrzejewiczowej. W 1938 uzyskał tytuł magistra i rozpoczął pracę naukową w Instytucie Bałtyckim w Toruniu.
Po II wojnie światowej rozpoczął pracę w Ministerstwie Kultury i Sztuki w Wydziale Sztuki Ludowej, od 1950 jako jego naczelnik.
Tytuł doktora uzyskał w 1961 na podstawie pracy z zakresu łotewskiej kultury ludowej. W 1969 został dyrektorem Państwowego Muzeum Etnograficznego w Warszawie.
Był działaczem Polskiego Towarzystwa Ludoznawczego, konsultant naukowy i artystyczny „Cepelii”. Należał do Komitetu Nauk Etnologicznych Polskiej Akademii Nauk.
W 1976 otrzymał Nagrodę im. Oskara Kolberga w kategorii Działalność naukowa, dokumentacyjna, animacja i upowszechnianie kultury ludowej.
Zmarł 24 lutego 1983 w Warszawie, pochowany na cmentarzu Komunalnym Północnym w Warszawie (kwatera W-VIII-7-11-12).